# Sonia Osorio
Sonia Osorio de Saint-Malo (Bogotá, 25 de marzo de 1928-Cartagena de Indias, 28 de marzo de 2011) fue una bailarina y coreógrafa colombiana.Fundadora del Ballet de Colombia, fue una de las embajadoras del folclore colombiano en el mundo. Su trabajo la convirtió en una de las mujeres que más impulso internacional le dio a la cultura nacional colombiana, a través de la danza.

## Biografía
Hija de Luis Enrique Osorio, precursor del teatro en Colombia y Lucía de Saint-Malo, se trasladó a Barranquilla a los ocho meses de edad, donde permaneció bajo el cuidado de su abuela materna hasta los 6 años. Toda su infancia transcurrió en medio del baile y el teatro que la atraía más que los juguetes. A los 9 años regresa a Bogotá en compañía de sus padres, quienes le proporcionan una intensa formación intelectual a través de la música clásica y la historia del arte.
La vida artística y política de la familia la llevó por muchos lugares del mundo, lo cual Sonia aprovechó para incursionar en danza moderna, tap y folclore con distintos maestros. En uno de estos viajes, Sonia conoció a Magda Brunner, primera figura del Ballet de Viena, quien sería su maestra fundamental. 
Su primer matrimonio (católico), que duró 8 años, fue en Barranquilla con el industrial Julius Siefken Duperly, con quien tuvo 2 hijos: Kenneth Siefken y Bonny Siefken. Su segundo matrimonio (civil) fue con el pintor Alejandro Obregón con quien contrajo matrimonio en París, Francia donde tuvo otros 2 hijos: Rodrigo Obregón y Silvana Obregón. Allí permanecieron cinco años, período en el cual Sonia ingresó en el grupo de danza de la argentina Cecilia Ingenieros, alumna de Martha Graham, al igual que en el grupo de ópera de Serge Lifer. Cuando regresaron a Colombia, Sonia tenía claro su vocación como coreógrafa. A partir de entonces, empezó a participar en el carnaval de Barranquilla haciendo grandes espectáculos que dieron un giro para siempre al estilo del carnaval. Su tercer matrimonio (civil) fue en Panamá con un marqués de Mantova, Francesco Lanzoni Paleotti del Poggio. De esta  unión nace su último hijo Giovanni Lanzoni.
En 1960 crea el Ballet de Colombia, una compañía de folclore.

## Fallecimiento
El 28 de marzo de 2011 en horas de 5:00 la tarde fallece Sonia Osorio a los 83 años de edad debido a una infección renal en Cartagena de Indias.